# 洛拉角
洛拉角（英語：Point Lola），是南極洲的海岬，位於南奧克尼群島的勞里島，處於烏拉圭灣的東部入口處，在1930年被繪入阿根廷政府地圖，現時由南極條約體系管理。